# Frank Hartmann
Frank Hartmann (ur. 30 sierpnia 1949 w Oelsnitz) – wschodnioniemiecki zapaśnik walczący w stylu klasycznym. Olimpijczyk z Monachium 1972, gdzie zajął szóste miejsce w kategorii 82 kg.
Siódmy na mistrzostwach świata w 1971 roku.
Mistrz NRD w 1971; drugi w 1970; trzeci w 1969 roku.